# Laphria interrupta
Laphria interrupta är en tvåvingeart som beskrevs av Walker 1856. Laphria interrupta ingår i släktet Laphria och familjen rovflugor. Inga underarter finns listade i Catalogue of Life.